# برلين إي بريكس 2017
برلين إي بريكس 2017 (بالألمانية: Berlin ePrix 2017)‏ هو سباق سيارات فورمولا إي الكهربائية
أقيم بتاريخ 10 يونيو 2017 في Tempelhof Airport Street Circuit ‏، ألمانيا، وكان السباق 7 من أصل 12 في بطولة العالم للفورمولا إي 2016–17، وكان أول المنطلقين فيليكس روزنكفيست ‏.
فاز بالمركز الأول  سيباستيان بويمي، وكان صاحب أسرع لفة مارو إنغل ‏ بزمن قدرة 69.519 ثانية.